# Zdeněk Petr
Zdeněk Petr (Kopřivnice, in het Beskiden, 21 september 1919 – Praag, 5 december 1994) was een Tsjechisch componist en redacteur.

## Leven
Petr werd in een muzikaal gezin geboren; zijn vader was amateurviolist en dirigent. Petr studeerde aan de University Karlovy te Praag musicologie en esthetiek en tegelijkertijd in privéstudies bij Jan Kapr voor harmonie. Tot 1947 was hij als arrangeur bij het orkest van Rudolf Antonin Dvorský. Aansluitend begon hij een langdurende samenwerking met het orkest Karel Vlach. Na de Tweede Wereldoorlog was hij korte tijd in de Verenigde Staten. In 1948 kwam hij terug naar Praag. 
Hij werkte als muziekredacteur bij de Praagse omroep.

## Composities

### Werken voor orkest
- 1970 Scherzino
- 1973 Jarní ukolébavka
- 1984 V městě Kroměříži
- 1986 Vyletěl sokol
- 1987 Ráz-dva-tři-čtyři, burleske voor orkest
- 1988 Škádlení
- 1988 Velikonoční pondělí
- Lužánky Valčík, wals
- Má láska veliká
- Tři duby

### Werken voor harmonieorkest
- 1973 Buďte šťastni
- 1973 Přípitek, wals

### Missen, cantates en gewijde muziek
- 1980 Píseň o růži, cantate voor solisten en orkest

### Toneelwerken

#### Musical
- Divotvorný hrnec

#### Muziek voor schouwspel
- Sto dukátů za Juana (Hondert dukaten voor Juan)
- Filozofická historie (filosofen historie)

### Muzikale blijspel
- 1982 Zlý jelen

### Vocale muziek
- 1982 Píseň mysliveckého mládence uit het muzikale blijspel "Zlý jelen"
- 1983 Jaro v Praze, voor tenor en orkest
- Na Hané, voor vrouwenstem en orkest
- Ptačí písníčky, voor solozang en piano

### Werken voor koor
- 1979 Duha, voor gemengd koor
- 1984 Domov, voor gemengd koor (naar de versie van Ivo Fišer)
- 1988 Fontána, voor gemengd koor
- Červená, modrá a bílá

### Liederen
- Ať jdu vzhůru nebo dolů
- Červená aerovka
- Dobrou noc
- Jak to zní jednoduše
- Londýn
- Máj
- Mateník
- Mokrá štace
- Neplačte už seňorito
- Píseň o dukátech
- Píseň pro Kristýnku (/ Vladimír Dvořák)
- Pojedeme do Lhoty
- Proč mě chce každý mít rád
- Račte vstoupit
- Robinova milostná
- Scherzino
- Sentimentální klavír
- Strašidýlka
- Tanec a píseň dívek
- Ten umí to a ten zas tohle
- Tři kapři
- Ukolébavka
- Už jsem si vybíral jivu
- Vzkázal mi můj milý
- Z popele chleba mít
- Žena je střed světa
- Zimní den

### Filmmuziek
- 1951 Císařův pekař a pekařův císař
- 1955 Nechte to na mně
- 1960 Pražská romance

## Publicaties
- Zdeněk Petr: Hudba přítelkyně  - padesát let za redakčním, režijním i psacím stolem Jiří Petr, 2003. 234 p. ISBN 80 2391661 0